# 大陳新村
大陳新村是指1955年大陳義胞從浙江沿海大陳等島嶼撤退到台灣，中華民國政府為安置來台的大陳義胞所興建的住宅。

## 地點選定
大陳義胞來台之前，政府成立「大陳地區反共義胞來台輔導委員會」（以台灣省主席與內政部部長為召集人），以統合所有的安置過程。大陳義胞來到台灣後，首先接送到基隆市所設置的臨時招待所居住，做為初步安置，並開始選定大陳新村的位置，處理相關土地與房舍事宜。後來政府決定將大陳義胞安置在宜蘭縣、花蓮縣、台東縣、高雄縣、屏東縣、台北縣、基隆市、桃園縣、新竹市、南投縣、台南市、高雄市等十二個縣市，建立三十五個大陳新村供其居住。
大陳新村的建立，主要由「大陳地區來台義胞就業輔導委員會」負責，上述十二個縣市當中，主要以宜蘭、花蓮、台東、高雄、屏東五縣為主，地點的選擇考量到安置人民的就業和發展環境等因素，東部因地廣人稀，較適合大陳新村的建立，屏東與高雄則是有良好的農業環境與漁業資源，對大陳義胞就業上有相當的幫助。

## 分布
| 縣市   | 大陳新村村名         | 附註                   |
| ------ | -------------------- | ---------------------- |
| 新北市 | 五和新村             |                        |
| 基隆市 | 漁師新村             |                        |
| 桃園市 | 更生新村             |                        |
| 新竹市 | 信義新村             |                        |
| 南投縣 | 紹興新村             |                        |
| 台南市 | 博愛新村             |                        |
| 高雄市 | 再興新村             |                        |
| 高雄市 | 和平新村             |                        |
| 高雄市 | 凱旋新村             |                        |
| 高雄市 | 力行新村             |                        |
| 高雄市 | 太平新村             |                        |
| 高雄市 | 南田新村             |                        |
| 高雄市 | 實踐新村             |                        |
| 屏東縣 | 自由新村             |                        |
| 屏東縣 | 自強新村（第四新村） | 戶數100、土地113公頃。 |
| 屏東縣 | 中興新村             |                        |
| 屏東縣 | 新龍新村             |                        |
| 屏東縣 | 玉環新村             |                        |
| 屏東縣 | 青山新村             |                        |
| 屏東縣 | 東山新村             |                        |
| 屏東縣 | 鳳尾新村             |                        |
| 屏東縣 | 百畝新村（第一新村） | 戶數100、土地95公頃。  |
| 屏東縣 | 虎磐新村（第二新村） | 戶數100、土地93公頃。  |
| 屏東縣 | 南麂新村（第三新村） | 戶數95、土地90公頃。   |
| 屏東縣 | 日新新村（第五新村） | 戶數103、土地113公頃。 |
| 屏東縣 | 克難新村             |                        |
| 宜蘭縣 | 忠孝新村             |                        |
| 宜蘭縣 | 成功新村             |                        |
| 宜蘭縣 | 仁愛新村             |                        |
| 宜蘭縣 | 岳明新村             | 紀念沈之岳             |
| 花蓮縣 | 復興一村             |                        |
| 花蓮縣 | 復興二村             |                        |
| 台東縣 | 漁山新村             |                        |
| 台東縣 | 披山新村             |                        |
| 台東縣 | 披星新村             |                        |

## 村落分配
大陳義胞以籍貫與職業二大項，做為分配到大陳新村準則，籍貫上大致分為四項：
- 兵眷在高雄縣
- 臨海縣（漁山島）玉環縣（2017年改制玉環市）（披山）義胞，在台東縣
- 平陽縣（南麂）義胞，在屏東縣
- 溫嶺縣（上下大陳）義胞，除住宜蘭花蓮兩縣外，並以餘數配往其他三縣。[2]

職業則以農業、漁業、手工業與商業來區分，但並不是只有單一職業村，有時會有農漁、漁商、工商等混合職業村，較特別的是分發到南投縣埔里鎮的紹興新村，義胞主要在埔里酒廠裡工作；台南市南區的博愛新村，則是唯一以商業為主的大陳新村；其他如以碼頭工人為主的高雄市旗津區實踐新村、以漁產加工為主的新竹市北區信義新村。

## 新村興建
政府對建立新村是採取「自己的家要自己興建」的立場，房屋材料由政府採買，所需之勞動力（粗工和小工）則由大陳義胞負責，每戶需派出一名青壯人手協助興建，至於技術部分是由政府聘請師父，分工合作來完成。大陳新村內的房屋以人口數量來分配，共分為三種：

- A型：4人（含）以下，約4~5坪。
- B型：5~6人，約6坪。
- C型：7人（含）以上，約7坪[3]。

## 村內設施
因居住的空間非常小，扣除睡覺的床位與一張桌子外，幾乎沒有其他空間，所以居民都在前後左右加蓋，以爭取空間的利用。另外，大陳新村還有幾項公共設施：
- 公共房屋：通常是一棟至二棟，供開會、婚喪喜慶或放置公共用品。
- 公共廁所：由於房屋內沒有廁所，各個新村會依照人口戶數的多寡，來興建公廁。
- 水井：居民喝的水源，挖井取地下水飲用，再以人工或機器來取得民生用水。
- 道路：大陳新村所在的地方，不一定擁有聯外道路，因此政府開闢道路，供村民使用。
- 學校：若新村規模戶數眾多，則興建臨時國校供學齡兒童就讀。如宜蘭縣岳明新村、屏東縣中興新村、屏東縣新龍新村等[4]。

## 現況
大陳新村在經過五十多年的發展，各村因先天與後天的條件不同，發展情況各異，目前較完整的大陳新村主要為永和區的五和新村、花蓮縣的大陳一、二村（復興一、二村）、高雄市林園區的力行新村與屏東縣新園鄉的中興新村。其他大陳新村有的沒落、有的廢村，甚至因人口的外移，導致大陳新村內無大陳義胞居住的現況。

## 外部連結
- 中央研究院社會學研究所《追尋大陳社會文化網》國科會獎助計畫·2002年～2006年 （页面存档备份，存于）